# Независимост на моретата (круизен кораб)
Независимост на моретата (на английски: Independence of the Seas) е круизен кораб, построен от концерна Aker Finnyards, във Финландия за компанията Royal Caribbean International, в строй от 26 април 2008 г. Към момента на пускането си е най-големият пътнически кораб в света. Круизният съд е третият кораб в семейството круизни съдове тип Freedom.

## История на кораба
Съдът започва да се строи на стапелите на STX Europe – Aker Yards във Финландия за круизния оператор Royal Caribbean International на 26 април 2008 г. Церемонията по кръщаването му се състои на 30 април 2008 г. в Саутхемптън, а кръщелница е обикновената британка Елизабет Хил, избрана чрез конкурс. Оттук Independence of the Seas започва да извършва круизи по Европа от май 2008 г., зимувайки във Форт Лодърдейл и правейки круизи в Карибския басейн. От 2010 г. корабът започва целогодишно да тръгва от Саутхемптън.
На 31 май 2011 г. в пристанището на Гибралтар при взрив на резервоар с нефт са повредени от осколки някои части на кораба, 12 пътника получават леки изгаряния.

## Развлечения на борда
- Особености:
  - търговски пасаж с магазини, барове и пъбове
  - театър с 1200 места
  - ледена пързалка
  - баскетболна и волейболна площадка
  - мини-голф
  - стена за катерене